# Astragalus fialae
Astragalus fialae es una especie de planta del género Astragalus, de la familia de las leguminosas, orden Fabales.

## Distribución
Astragalus fialae se distribuye por Bosnia, Serbia (Kosovo) y Albania.

## Taxonomía
Fue descrita científicamente por Degen. Fue publicada en Oesterr. Bot. Z. 50: 242 (1900).